# Moiré de la canche
Pour les articles homonymes, voir Moiré.
Erebia epiphron
Espèce
Statut de conservation UICN

 LC  : Préoccupation mineure
Le Moiré de la canche (Erebia epiphron) est un lépidoptère (papillon) appartenant à la famille des Nymphalidae, à la sous-famille des Satyrinae et au genre Erebia.

## Dénomination
Erebia epiphron a été nommé par August Wilhelm Knoch en 1783.
Synonymes : Erebia epiphron aetheria Esper, 1805, Papilio aetheria Esper, 1805, Papilio mnemon Haworth, 1812, Erebia epiphron pyrenaica, Erebia fauveaui de Lesse.

### Noms vernaculaires
Le Moiré de la canche se nomme Mountain Ringlet en anglais et Mohrenfalter en allemand.

### Sous-espèces
- Erebia epiphron epiphron sans doute éteint, résidait dans les monts Harz ;
- Erebia epiphron aetheria Esper, 1805 ;
- Erebia epiphron mackeri Fuchs, 1914 (synonyme Erebia epiphron vogesiaca Goltz, 1914) ;
- Erebia epiphron mnemon Haworth, 1812 (synonyme Erebia epiphron scotica Cooke, 1943) ;
- Erebia epiphron orientpyrenaica Eisner, 1946 (synonyme Erebia epiphron fauveani) présent dans les Pyrénées-Orientales ;
- Erebia epiphron pyrenaica Hreeich-Schläffer, 1851 présent dans l'ouest et le centre des Pyrénées ;
- Erebia epiphron silesiana  Meyer-Dür, 1852 ;
- Erebia epiphron transylvanica Rebel, 1908 ;
- Erebia epiphron retyezatensis Warren 1931 ;
- Erebia epiphron roosi Arnscheid et Sterba[3];
- Erebia epiphron orientalis ou Erebia orientalis présent en Bulgarie[2].
- Erebia epiphron nelamus, sous-espèce de haute altitude
- Le Moiré de Descimon (Erebia serotina) est un hybride entre le Moiré de la canche et le Moiré fontinal.

## Description
C'est un petit papillon brun foncé dont l'envergure varie de 16 à 22 mm. Il présente de nombreuses variations formant des sous-espèces liées au lieu d'habitat. Sur ce fond brun foncé la bande orange est de taille et d'intensité variables (jusqu'à l'absence), continue ou fragmentée sur l'aile postérieure, et renferme un nombre variable d'ocelles, le plus souvent quatre à l'aile antérieure et trois à l'aile postérieure. Ces ocelles, aveugles chez le mâle peuvent être centrés de blanc chez la femelle.

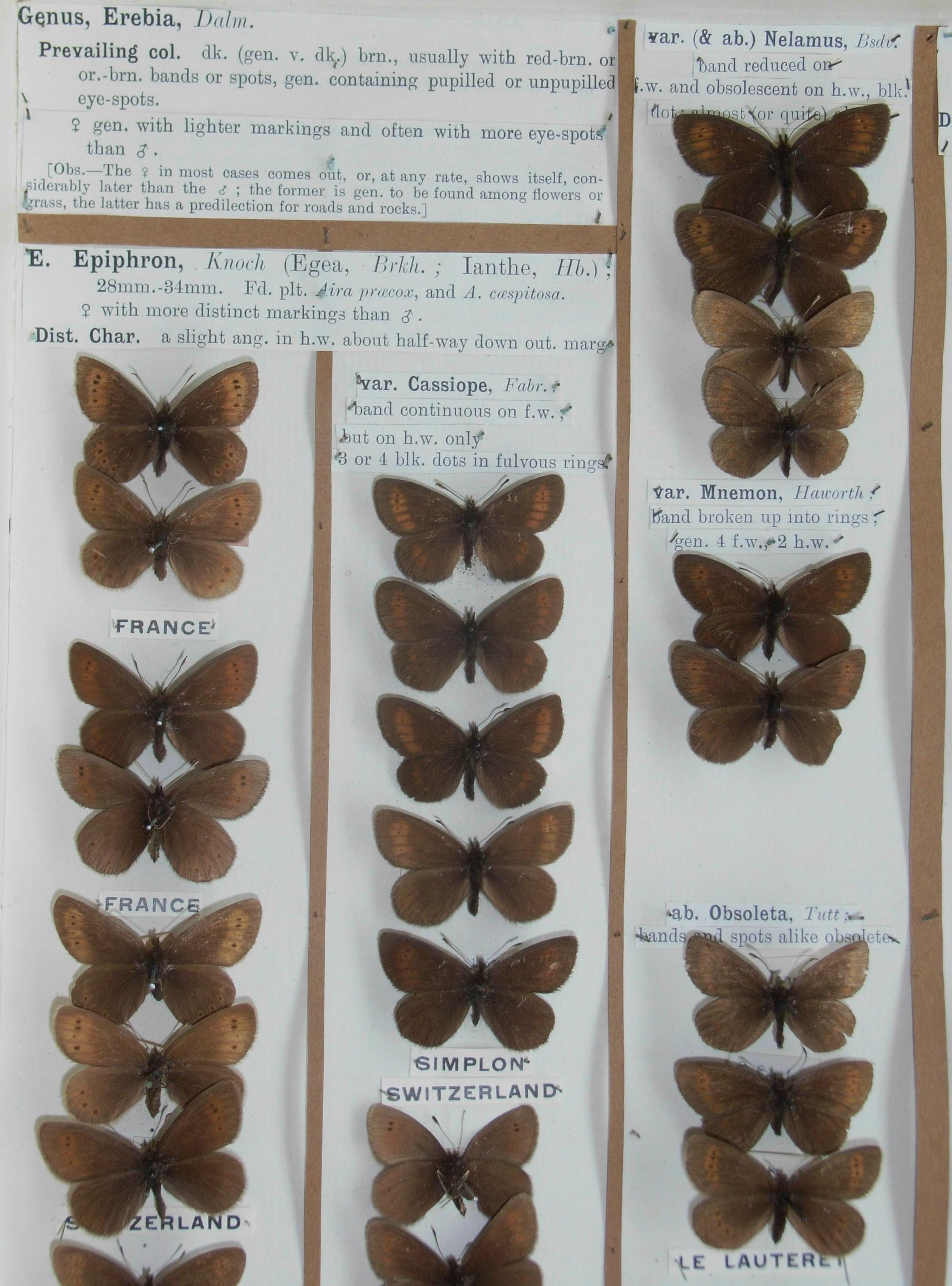
planche de sous-espèces.

L'espèce de haute altitude Erebia epiphron nelamus n'a pas de bande colorée.
Les Moirés de la canche du Jura et du Massif central possèdent des ocelles bien marqués.
Erebia epiphron fauveani qui réside dans les Pyrénées-Orientales possède une bande rouge marquée de quatre points noirs.
Erebia epiphron orientalis qui réside en Bulgarie possède une bande postmédiane fragmentée en taches séparées.

### Chenille
La chenille possède une tête globuleuse verte et un corps vert orné d'une double ligne dorsale et une ligne  sur chaque flanc toutes blanches à jaunâtre.

## Biologie

### Période de vol et hivernation
La chenille hiverne le premier hiver.
La nymphose a lieu à la fin de l'été suivant et le Moiré de la canche passe son second hiver sous forme de chrysalide.
Sa période de vol se situe entre juin et août.

### Plantes hôtes
Les plantes hôtes sont Nardus stricta et d'autres poacées (graminées).

## Écologie et distribution
Le Moiré de la canche sous ses différentes formes est présent dans les montagnes de l’Europe : Pyrénées, Alpes, Apennins, Balkans.

### Biotope
Prairies humides d'altitude de 500 à 2 500 mètres.

### Protection
Le Moiré de la canche n'a pas de statut de protection particulier.
En France il n'est retrouvé de façon attestée que dans six départements, Puy-de-Dôme, Cantal, Lozère, Gard, Pyrénées-Orientales et Alpes-de-Haute-Provence.